# Saint Motel

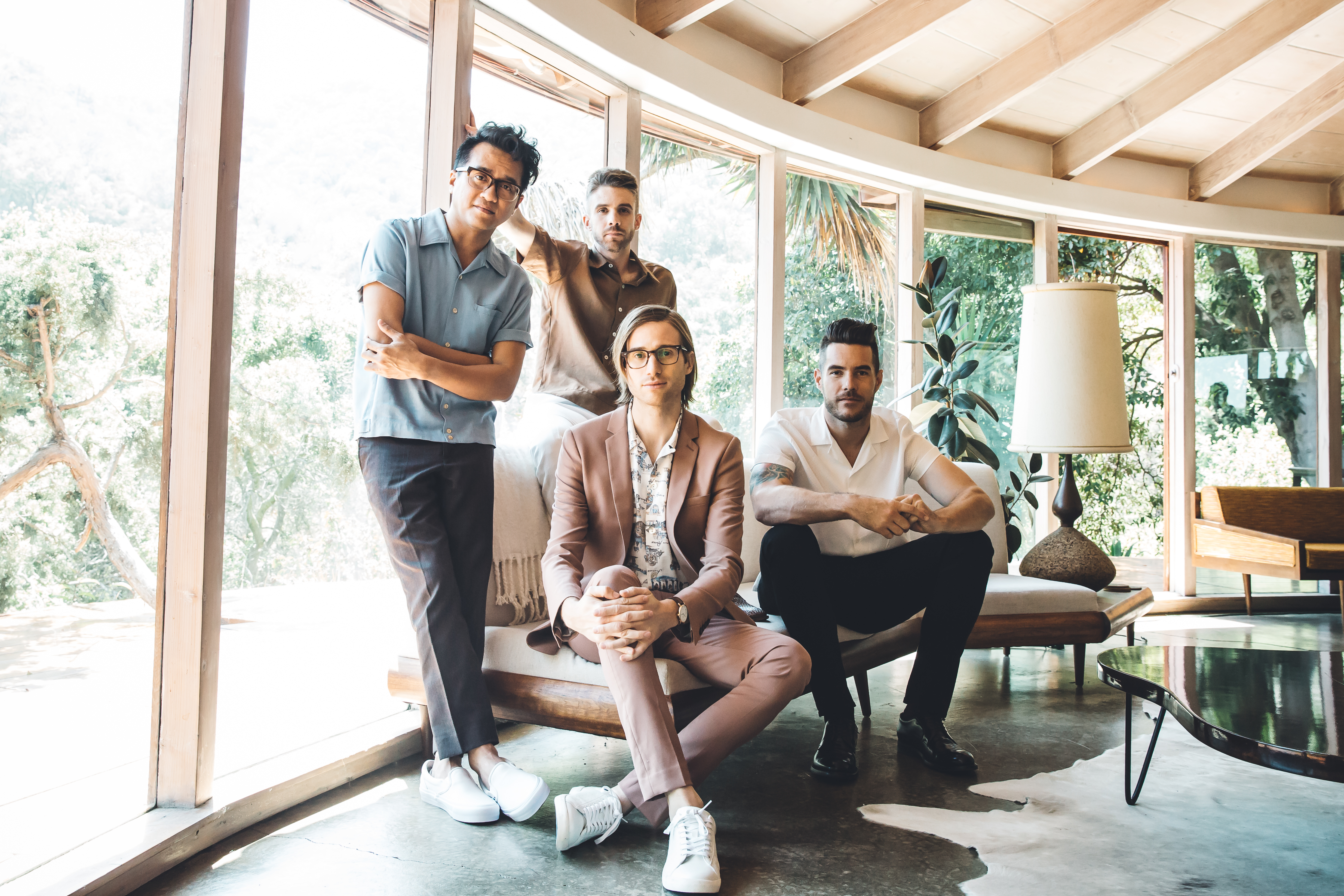

Saint Motel — американська інді-поп група з Лос-Анджелеса. Група складається з чотирьох членів: ЕйДжей Джексон (вокал, гітара, піаніно), Аарон Шарп (гітара), Дак Лердаморпонг (бас-гітара), Грег Ервін (барабани).

## Історія

#### 2007—2011. «ForPlay»
Гурт був заснований, ще коли Джексон і Шарп вчилися разом в кіношколі в Південній Каліфорнії . Пізніше, вони зустріли Дака в суші-барі, де він працював, і Грега в іншій школі неподалік. Після збору групи, вони записали свій перший мініальбом «ForPlay» в 2009 році. Кожна пісня включала до себе відеокліп.

#### 2012—2013. «Voyeur»
Перший повний альбом «Voyeur» дебютував, зайнявши місця не нижче 30-ого в чартах багатьох критиків, а шість з одинадцяти пісень потрапили в чарт Hype Machine. 

#### 2014—2015. «My Type»
17 квітня 2014 року, група випустила мініальбом «My Type» з Parlophone.  Сама пісня «My Type» піднялася в топ-40 багатьох чартів європейських країн, в тому числі і в Італії, де він був сертифікований, як платиновий.  Гурт оголосив про два тури по Європі і одному Північною Америкою в підтримку свого міні-альбому. У грудні 2014 року, гурт оголосив про те, що він приєднуються до Elektra Records. Також, гурт був запрошений на шоу Джиммі Кіммела, як музичний гість, і виконала «My Type» і «Cold Cold Man». У квітні 2015 року, Saint Motel виступала на головній сцені в Коачелла.  

#### 2016—2018. «Saintmotelevision»
11 липня 2016 року, Saint Motel анонсував свій другий альбом «saintmotelevision», який вийшов 21 жовтня того ж року. Група також оголосила про черговий тур по Північній Америці. До випуску альбому, 12 серпня, опублікувала перший сингл «Move» з самого альбому, супроводивши його відео з камерою, яка поертається на 360 градусів. Також, у вересні, ексклюзивно був випущений ще один сингл «You Can Be You» з Billboard. Група випустила 10 відеокліпів з елементами віртуальної реальності, тобто на кожен трек з альбому по відеокліпу з компонентами VR. Це робить Saint Motel першою групою в світі, яка випустила цілий альбом, супроводжуючи кожен трек відеокліпом з елементами віртуальної реальності. Група не зупинилася експериментувати з новими технологіями і через рік, вони почали продавати свої перші альбоми «ForPlay» і «Voyeur» за біткойни.

#### 2019 по теперішній час. The Original Motion Picture Soundtrack
16 жовтня 2019 року, група випустила новий міні-альбом «The Original Motion Picture Soundtrack: Part 1», першу частину з майбутнього великого альбому, який буде випущений в 2020 році.

## Виступи
Saint Motel також відомі тим, що гастролюють з такими групами, як Imagine Dragons, Nico Vega, Twenty One Pilots і т. Д. Група виступала на музичному фестивалі в Сан-Ремо в 2015 році і на Коачелла в тому ж році.